# Луб'янківський модринник
«Луб'янківський модринник» — ботанічна пам'ятка природи місцевого значення в Україні. Пам'ятка природи розташована на території Тернопільського району Тернопільської області, село Луб'янки, Збаразьке лісництво, кв. 80 в. 16, лісове урочище «Луб'янки».
Площа — 0,80 га, статус отриманий у 1977 році.
До складу території пам'ятки входить ботанічна пам'ятка природи місцевого значення «Модрина японська (4 дерева)».